# Ниамей
Ниамей (на френски: Niamey, [njaˈmɛ]) е столицата на Нигер и най-голям град в страната с население 674 950 жители (2002). Разположен е в югозападната част на страната, на река Нигер, главно на нейния ляв бряг. Градът е администратвен, културен и икономически център.

## География и климат
Градът заема площ около 239 km² върху две плата, достигащи надморска височина 218 m и разделени от река Нигер. При Ниамей реката, течаща почти право на юг-югоизток от Гао, прави поредица широки завои. Градът възниква на източния ляв бряг на Нигер при завой на реката на юг. От града на юг започва поредица от блатисти острови.
Климатът е горещ степен (BSh по Кьопен) с годишно количество на валежите 500 до 750 mm при изразен дъждовен сезон от юни до август, почти никакви дъждове от октомври до април. Температурите са високи, като през четири месеца средната максимална температура надхвърля 38 °C и през нито един месец тя не е под 32 °C. През сухия сезон, особено от ноември до февруари, нощите са хладни със средномесечни минимални температури 14 – 18 °C.

## История
Ниамей вероятно възниква през XVIII век, но остава незначително селище до 90-те години на XIX век, когато е превърнато във френски колониален пост и бързо се превръща във важно средище. През 1926 година градът става столица на Нигер и населението постепенно нараства от около 3000 жители през 1930 година на около 30 000 през 1960 година.
70-те и 80-те години са период на бърз икономически растеж за Нигер, задвижван от приходите от урановите мини в Арлит. Между 1970 и 1988 година населението на Ниамей нараства от 108 хиляди на 398 хиляди жители, а територията му също нараства за сметка на присъединяването на съседни села. Към 2011 година населението е 1,3 милиона души. Бързото нарастване на населението се дължи на миграцията от селата в търсене на работа и в резултат на периодите на засушаване, както и на високия естествен прираст, поради който жителите на града имат относително ниска средна възраст.

## Население
Има негри хауса.

## Управление
Ниамей е обхванат от специалния столичен окръг на Нигер, който е обграден от областта Тилабери.

## Икономика
В околностите на града е изключително разпространено отглеждането на перлено просо, докато индустрията произвежда тухли, керамични стоки, цимент и тъкани изделия.

## Инфраструктура
В Ниамей се намират още Международно летище „Диори Хамани“, Национално училище за администрация, Ниамейски университет „Абду Мумуни“, който се намира на десния бряг на реката и много институции.

## Култура
Привлекателните места на града включват Националения музей на Нигер, обединяващ зоологическа градина, музей на народната архитектура, занаятчийски център, и изложби включващи динозавърски скелети и Дървото на Тенере. Има също американски, френски и нигерийски културни центрове, два главни пазара и традиционни арени за борба.